# جون لست
جون لِسْت (بالإنجليزية: John List) (17 سبتمبر 1925- 21 مارس 2008) قاتل متسلسل أمريكي هارب من العدالة منذ وقت طويل. قتل زوجته ووالدته وأبنائه الثلاثة في منزلهم في ويستفيلد بولاية نيوجيرسي في 9 من نوفمبر 1971 ثم اختفى. وكان قد سبق وخطط لعمليات القتل بدقة متناهية، حيث مر ما يقارب الشهر قبل أن يشتبه أحد في أن أمرا غريبا قد حدث.
وبينما احتال على العدالة لمدة تقارب 18 عاما تقريبا، تبنى ليست هوية جديدة وتزوج مرة أخرى. تم القبض عليه أخيرا في ولاية فرجينيا في 1 يونيو 1989، بعد أن عُرضت قصة جريمته على البرنامج التلفزيوني «الشخصيات الأكثر طلبا في أمريكا» على قناة فوكس. وبعد تسليمه إلى نيوجيرسي، تمت إدانته بارتكاب خمس جرائم قتل من الدرجة الأولى وحكم عليه بالسجن مدى الحياة دون الإفراج المشروط.
أدلى جون بمشاكل مالية حرجة، وكمبرر له قدم تصورا أن عائلته كانت بعيدة عن الله، فقتلهم، كما زعم أن قتله لهم سيضمن لأرواحهم مكانا في الجنة، حيث يأمل في نهاية المطاف أن ينضم إليهم. وتوفي في السجن عام 2008 عن عمر يناهز 82 عاما.

## نشأته
ولد جون في مدينة باي التابعة لولاية ميشيغان. كان جون الطفل الوحيد لوالدين من جنسية ألمانية وأمريكية، وهما جون فريدريك لِسْت (1859-1944) وألما ماريا باربرا فلورنسا (هوبينجر) لِسْت (1887-1971). وقد سار جون على خطى والده فقد كان لوثري متدين ومعلم في مدرسة الأحد. في عام 1943 التحق جون بالجيش الأمريكي وخدم في المشاة كفني المختبر خلال الحرب العالمية الثانية. بعد تفريغه في عام 1946، التحق بجامعة ميشيغان في آن أربور، حيث حصل على درجة البكالوريوس في إدارة الأعمال ودرجة الماجستير في المحاسبة، وتمت ترقيته إلى ملازم ثان في ROTC (هيئة تدريب ضباط الإحتياط).
ومع تصاعد الحرب الكورية في نوفمبر 1950 تم استدعاء لِسْت للخدمة العسكرية النشطة. حين التقى بهيلين موريس تايلور- أرملة أحد ضباط المشاة والذي قُتل في اشتباك في كوريا - في فورت يوستيس، في فرجينيا حيث كانت تعيش بالقرب من ابنتها بريندا. تزوج جون وهيلين في 1 ديسمبر 1951، في بالتيمور، وانتقلت العائلة إلى شمال كاليفورنيا حيث عمل جون محاسبا في الجيش.
بعد الانتهاء من جولته الثانية في عام 1952، عمل لِسْت لصالح شركة محاسبة في ديترويت، وعمل بعدها مشرف تدقيق في شركة لصناعة الورق في كالامازو، حيث ولد أولادهم الثلاثة. وبحلول عام 1959، تمت ترقية لست ليكون مشرف عام على قسم المحاسبة في الشركة؛ ولكن في المقابل زوجته هلين كانت مدمنة على الكحول، وقد أصبح وضعها غير مستقر على نحو متزايد. في عام 1960، تزوجت بريندا وغادرت المنزل، وانتقل لِسْت مع بقية عائلته إلى روتشستر في نيويورك، ليتولى وظيفة مع زيروكس، حيث أصبح أخيرا مديرا لخدمات المحاسبة. وفي عام 1965، قبِل لِسْت بمنصب نائب الرئيس والمراقب المالي في أحد البنوك في جيرسي سيتي بولاية نيو جيرسي، وانتقل مع زوجته وأولاده وأمه إلى بريز نول، في قصر فيكتوري يتكون من 19 غرفة في شارع هيلسايد في ويستفيلد. وفي عام 1965، قبِل لِسْت بمنصب نائب الرئيس والمراقب المالي في أحد البنوك في جيرسي سيتي بولاية نيو جيرسي، وانتقل مع زوجته وأولاده وأمه إلى قصر فيكتوري بريز نول (Breeze Knoll)، والذي يتكون من 19 غرفة في شارع هيلسايد في ويستفيلد.

## جرائم القتل
في التاسع من نوفمبر عام 1971، قام لِسْت بقتل أسرته بأكملها بطريقة منهجية، مستخدما مسدسه شبه الأوتوماتيكي 9 مم ستير 1912 ومسدس الكولت الخاص بوالده عيار 22  بينما كان أطفاله في المدرسة، أطلق النار على زوجته هيلين (46 عاما) في مؤخرة الرأس، ثم أطلق النار على أمه ألما (84عاما) فوق عينها اليسرى. وعندما وصلت ابنته باتريشيا (16 عاما) وابنه الأصغر فريدريك (13 عاما) إلى المنزل من المدرسة، أطلق النار على كل منهما في مؤخرة رأسيهما. وبعد أن حضر لنفسه الغداء، توجه لِسْت إلى البنك الذي يعمل فيه لإغلاق حسابه المصرفي وحساب والدته، ومن ثم توجه إلى مدرسة ويستفيلد الثانوية لمشاهدة ابنه الأكبر جون الابن (15 عاما)، وهو يلعب كرة القدم. بعد ذلك عاد إلى المنزل مع ابنه، ثم أطلق عليه النار مرارا في صدره ووجهه.
وضع لِسْت جسد زوجته وأطفاله داخل أكياس مخصصه للنوم في قاعة القصر، بينما ترك جثمان والدته في شقتها في العلية. وُجِدَت رسالة من خمس صفحات على مكتبِه كتب فيها جون للقس أنه رأى الكثير من الفساد في العالم، وأنه قتل عائلته للحفاظ على طهارة أرواحهم. ثم قام بتنظيف أماكن وقوع أحداث الجريمة، وقطع صوره الخاصة بعناية من كل الصور العائلية في المنزل، وضبط الراديو على محطة دينية، ثم غادر. 
ولم تُكتشف عمليات القتل حتى 7 ديسمبر / كانون الأول، أي بعد مرور شهر تقريبا، ويرجع ذلك جزئيا إلى انعزال الأسرة ورفضها الانخراط في المجتمع، وجزئيا إلى الرسائل التي أرسلها لِسْت إلى مدارس الأطفال ومقر عمله الذي يعمل فيه بدوام جزئي والتي تفيد بأن الأسرة ستزور أم هيلين في ولاية كارولينا الشمالية لعدة أسابيع. كما أنه طلب إيقاف توصيل الحليب والبريد والصحف إلى القصر. لاحظ الجيران أن جميع أضواء القصر كانت مضيئة ليلا ونهارا، مع عدم وجود نشاط واضح في الداخل. وأخيرا، عندما بدأت الأضواء تحترق واحدا تلو الآخر، تم استدعاء الشرطة.
أصبحت هذه القضية الجريمة الأكثر شهرة في تاريخ ولاية نيو جيرسي منذ جريمة اختطاف وقتل طفل ليندبيرغ. وبدأت عملية مطاردة على الصعيد الوطني. قامت الشرطة بتتبع مئات الخيوط دون جدوى. وقد تم تمزيق جميع الصور الموثوقة الخاصة بلِسْت. وتم العثور على سيارة العائلة مركونة في مطار جون إف كينيدي في مدينة نيويورك، ولكن لم يكن هناك أي دليل على أن لِسْت استقل رحلة. 
تم نقل جثمان ألما جوا إلى فرانكنموث، ميشيغان، ودفنت في مقبرة سانت لورينز اللوثرية، بينما دفنت هيلين وأولادها الثلاثة في مقبرة فيرفيو في ويستفيلد.
وبعد ثمانية عشر عاما، في 21 مايو / أيار 1989، أعيد فرز جرائم القتل على تلفزيون فوكس في برنامج الشخصيات الأكثر طلبا للعدالة في أمريكا، حيث كان البرنامج جديدا لم يكمل عاما كاملا على عرضه في شاشة التلفاز.
```
وأظهر البث تمثالا طينيا يوضح رجلا متقدما في السن، نحته فنان 
الطب الشرعي
 فرانك بيندر، الذي اتضح أنه يشبه إلى حد ما مظهر لِسْت الحقيقي.
[
15
]
[
16
]
 تم القبض على لِسْت واعتقاله في ولاية فرجينيا بعد أقل من أسبوعين من بث الحلقة.
```

## الترحيل والقبض عليه والمحاكمة
في عام 1971 اكتشف مكتب التحقيقات الفيدرالي في وقت لاحق أن لِسْت قد سافر عبر القطار من نيو جيرسي إلى ميشيغان، ومن ثم كولورادو. حيث استقر في دنفر في بداية عام 1972 وحصل على وظيفة محاسب منتحلا اسم روبرت بيتر «بوب» كلارك اسم أحد زملائه في الكلية (على الرغم من أن بوب كلارك الحقيقي أكد في وقت لاحق أنه لا يعرف لِسْت).
في الفترة من 1979 إلى 1986 كان لِسْت المراقب المالي في مصنع للصناديق الورقية خارج دنفر. فقد انضم إلى جماعة لوثرية وكان ينقل المصلين في سيارته إلى الكنيسة، وفي أحد التجمعات الدينية التقى بفتاة تعمل كاتبة في الجيش تدعى ديلوريس ميلر وتزوجها في عام 1985. في فبراير 1988 انتقل الزوجان إلى ميدلوثيان، فيرجينيا، حيث كان ليست لا يزال يستخدم اسم بوب كلارك، واستأنف العمل كمحاسب.
في الأول من يونيو عام 1989، ألقي القبض عليه في شركة محاسبة في ريتشموند بعد أن شاهد أحد جيران لِسْت من منطقة دنفر بث برنامج «الشخصيات الأكثر طلبا في الولايات المتحدة»، حيث استطاع الجار التعرف على القاتل بالملف الشخصي؛ فنبه السلطات. استمر لست في استخدام اسمه المستعار لعدة أشهر، حتى بعد تسليمه إلى مقاطعة يونيون، نيو جيرسي، في أواخر عام 1989؛ 
ولكن في النهاية واجه لِسْت أدلة لا يمكن دحضها، بما في ذلك مطابقة بصمات الأصابع مع سجلاته العسكرية، ومن ثم مطابقتها مع الأدلة الموجودة في مسرح الجريمة، وفي 16 فبراير 1990 اعترف لست بهويته الحقيقية.
شهد لِسْت في المحاكمة أنه واجه صعوبات مالية خطرة، وفي عام 1971 فقد وظيفته في بنك جيرسي سيتي. وليتجنب مشاركة هذا الحدث المهين مع عائلته، أمضى كل يوم عمل في محطة قطار ويستفيلد في قراءة الصحف حتى حان الوقت للعودة إلى الديار. قام ليسْت بتخليص الأموال من حسابات أمه المصرفية لتجنب التخلف عن الرهن العقاري. كما كان يحاول التعايش مع إدمان زوجته على الكحول وإصابتها بمرض الزهري في مرحلته الثالثة حيث لا يمكن معالجته، انتقل إليها هذا المرض من زوجها الأول وقد أخفت هيلين إصابتها بالمرض لمدة 18 عاما. ووفقا لشهادة المحاكمة قامت هيلين بالضغط على لِسْت ليتزوجها بزعمها أنها كانت حاملا، ثم أصرت على الزواج في ماريلاند، حيث لا يتطلب فحص الدم للحصول على ترخيص الزواج. على الرغم من تدهور صحتها تدريجيا، إلا أنها لم تخبر لِسْت والأطباء عن أي شيء حتى عام 1969 عندما أظهر الفحص الطبي الشامل نتائج التشخيص. ووفقا لما ذكر في أحد الأدلة فقد حولها المرض واستهلاكها المفرط للكحول «من شابة جذابة إلى امرأة شعثاء مصابة بمرض جنون الشك وتعيش بانعزال عن العالم».
وشهد الطبيب النفسي الذي عينته المحكمة أن لِسْت عانى من اضطراب الشخصية (الوسواس القهري)، وأنه رأى حلين فقط لحالته: إما قبول الرعاية أو قتل أسرته وإرسال أرواحهم إلى السماء. كان خيار الرعاية خيارا غير مقبول بالنسبة للِسْت، وقد علل أن خيار الرعاية قد يعرضه وأسرته للسخرية وانتهاك تعاليم سلطته فيما يتعلق برعاية وحماية أفراد الأسرة.
وفي 12 أبريل / نيسان 1990، أدين لست بخمس تهم قتل من الدرجة الأولى. وفي جلسة النطق بالحكم نفى المسؤولية المباشرة عن أفعاله: «أشعر أنه بسبب حالتي العقلية في ذلك الوقت، لم أكن على علم بما حدث، وأطلب من جميع المتضررين المغفرة وأن يتفهموا موقفي وأن يدعوا لي». لكن القاضي كان غير مقتنع وقال أن: «جون اميل لست بدون شرف ولا يشعر بتأنيب الضمير». «بعد 18 عاما، وخمسة أشهر و 22 يوما، حان الوقت الآن لهيلين وألما وباتريشيا وفريدريك أن ينعموا في قبورهم». وقد فرضت للِسْت عقوبة بالسجن خمس مؤبدات (خمس أحكام مدى الحياة) على أن تنفذ على التوالي حيث كانت هذه العقوبة الحد الأقصى للعقوبات المسموح بها في ذلك الوقت.
وقدم لِسْت استئنافا على الحكم الصادر بحقه على أساس أنه قد تعرض للإصابة باضطراب ما بعد الصدمة بسبب خدمته العسكرية. وقال أيضا إن الرسالة التي تركها في مسرح الجريمة - وهي أساسا اعترافه - هي رسالة سرية إلى القس وبالتالي فهي غير مقبولة كدليل. ورفضت محكمة الاستئناف الاتحادية كلا الحجتين.
أعرب لست في وقت لاحق عن درجة من الندم على جرائمه: «أتمنى لو لم أقدم على هذا الفعل، لقد ندمت على ما فعلت وأدعو أن يغفر لي ربي منذ ذلك الحين». وعندما سأله كوني تشونغ في عام 2002 لماذا لم يقتل نفسه، قال إنه يعتقد أن الانتحار كان سيمنعه من الجنة، حيث كان يأمل أن يلم شمل عائلته في الجنة.

## وفاته
توفي لِسْت بسبب مضاعفات مرض ذات الرئة في سن 82 في 21 مارس 2008، أثناء احتجازه في مركز سانت فرانسيس الطبي في ترينتون، في نيو جيرسي. وعند الإبلاغ عن وفاته، أطلق عليه نيوارك ستار ليدجر لقب "بعبع ويستفيلد"."

## حرق المنزل
تم تدمير القصر بحريق مفتعل في 20 أغسطس 1972، بعد حوالي 10 أشهر من جريمة القتل. ولا تزال الجريمة لم تحل رسميا. ودُمر مع المنزل الزجاج الملون في قاعة القصر، حيث يشاع أن الزجاج الملون من تصميم الفنان الأمريكي لويس تيفاني ، والذي تصل قيمته 100,000 دولار على الأقل في ذلك الوقت (أي ما يعادل 570,000 $ في عام 2016). وفي عام 1974 تم بناء منزل جديد على نفس الموقع. 

## في الثقافة الشعبية
على مر السنين ألهم لِسْت وجرائمه العديد من الأفلام السينمائية والوثائقية. مثل فيلم يوم الحساب: قصة جون لست (Judgment Day: The John List Story 1993)، حيث قام الممثل روبرت بليك بدور لست في هذا الفيلم. وفيلم ستيبفاذر (The Stepfather ) نسخة عام 2009 .(2009 إعادة صناعة)  وفيلم المشتبه بهم المعتادونThe Usual Suspects  حيث لعب الممثل كيسر سوز دور لست في هذا الفيلم في 1995. وحلقة من مسلسل العدالة الأمريكية American Justice على قناة A & E حيث فصلت الحلقة قضية لست تفصيلا دقيقا وأظهرت مقابلة مع لِسْت.
في عام 1972، اقتُرح لِسْت كمشتبه به في قضية دي. بي. كوبر القرصنة الجوية بسبب توقيت اختفائه قبل أسبوعين من اختطاف شركة الطيران. حيث أن هناك العديد من المطابقات لوصف الخاطف، وتم الاستنتاج بأن «المتهم الهارب من جرائم القتل التي قام بها ليس لديه ما يخسره». وقد قام محققو مكتب التحقيقات الفيدرالي باستجواب لِسْت بعد القبض عليه، لكنه نفى أي تورط في قضية كوبر. في حين أن اسمه لا يزال يذكر في بعض الأحيان في المقالات والأفلام الوثائقية المتعلقة بقضية كوبر. ولم يعد مكتب التحقيقات الفدرالي يعتبره مشتبها به لعدم وجود أدلة مباشرة تنطبق عليه.
قدم فرانك بيندر تمثالا تقريبيا لشكل لِسْت وهو متقدم في العمر حيث لعب هذا التمثال دورا محوريا في اعتقال لِسْت وفي عام 2008 تبرع جون والش مقدم برنامج «الشخصيات الأكثر طلبا في أمريكا»، بالتمثال لمعرض العلوم الجنائية في المتحف الوطني للجريمة والعقاب الذي أصبح الآن في العاصمة واشنطن.

## الكتب
- Righteous Carnage: The List Murders Timothy B. Benford and James P. Johnson, iUniverse, 332 pp., (ردمك 0-595-00720-1)
- Death Sentence: The Inside Story of the John List Murders Joe Sharkey, Signet, 305 pp., (ردمك 0-451-16947-6)
- Collateral Damage: The John List Story  John E. List and Austin Goodrich, iUniverse, Inc., 130pp., (ردمك 0-595-39536-8)
- Thou Shalt Not Kill Mary S. Ryzuk, Warner Books, 509pp., (ردمك 0-445-21043-5)

## وصلات خارجية
- جون لست على موقع IMDb (الإنجليزية)

- مقالات صحفية عن جون لست
- جون ليست، قاتل شهير - مكتبة الجرائم
- John Emil List على موقع فايند أغريف